# Villa La Torretta
Villa La Torretta si trova a Firenze, in via Bolognese, poco dopo la biforcazione con via Bolognese Nuova.
La villa deve il suo nome ad un'antica torre, che venne però ridimensionata durante l'ultimo conflitto mondiale.